# ویرک
ویرک (به فرانسوی: Vayrac) یک کامین در فرانسه است که در Canton of Vayrac واقع شده‌است.

## خصوصیات
ویرک ۱۶٫۳۳ کیلومترمربع مساحت و ۱٬۳۱۸ نفر جمعیت دارد و ۱۳۹ متر بالاتر از سطح دریا واقع شده‌است.